# Cyperus latifolius
Cyperus latifolius är en halvgräsart som beskrevs av Jean Louis Marie Poiret. Cyperus latifolius ingår i släktet papyrusar, och familjen halvgräs. Inga underarter finns listade i Catalogue of Life.